# Bolívar (Monagas)
Bolívar è un comune del Venezuela situato nello Stato di Monagas.
Il capoluogo del comune è la città di Caripito.